# Léonce de Saint-Geniès
Armand Léonce Varanchan, comte de Saint-Geniès, né 44 rue d'Anjou à Paris vers 1785 et mort le 3 mai 1861 à Paris, 10 rue des Bourdonnais, est un écrivain français du XIXe siècle.

## Biographie
D'une famille de Berre-l'Étang, Armand Léonce Varanchan de Saint-Geniès est le fils de  Paul Varanchan de Saint-Geniès (1748-1820), officier et fermier général, maitre d'hôtel de la comtesse de Provence puis agent de réseaux royalistes pendant la Révolution, et d'Anne Madeleine Mazoyer.
Il est surtout connu pour sa traduction de l'ouvrage de Goethe Des hommes célèbres de France au dix-huitième siècle en 1823 et pour être le plagiaire, avec Joseph-Henri de Saur, de différents ouvrages, traduits de l'allemand, qu'ils firent publiés sous leurs noms : Rodolphe de Hapsbourg (Goethe), Le Sacrifice interrompu (Goethe), Le Neveu de Rameau (Diderot).

## Œuvres
- Poésies de Pétrarque traduites en vers français, suivies de deux poèmes (Le Rossignol et Le Lis), Delaunay, 1816
- Éloge du chat, 1817
- Rodolphe de Hapsbourg, drame en 3 acte, avec de Saur, 1823
- Pierrot et son chien, conte, 1823
- Une journée de Paris : Homère et Voltaire, 1823
- Le Sacrifice interrompu, opéra en 3 actes et en vers, avec de Saur, théâtre de l'Odéon, 1824
- Balder, fils d'Odin, poème scandinave en 6 chants, suivi de notes sur l'histoire, la religion et les mœurs des nations celtiques, 1824
- Les Aventures de Faust et sa descente aux Enfers, avec Joseph-Henri de Saur, 3 vol, A. Bertrand, 1825
- Biographie de Lefeuve, Dumineray, 1860